# Orhidee
Orhideele (Orchidaceae) formează o familie de plante în cadrul monocotiledonatelor. Este cea mai diversificată și răspândită dintre familiile de plante superioare; familia orhideelor conține peste 30.000 de specii și peste 200.000 de hibrizi. 

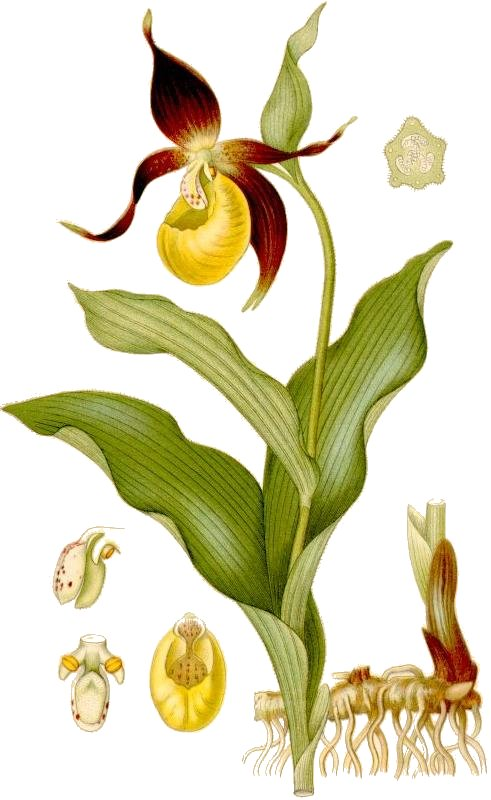
Cypripedium calceolus

## Orhideele autohtone amenințate

### Orhidee native vs. hibrizi
Astăzi orhideele exotice pot fi găsite în orice florărie, dar , din păcate, cele autohtone dispar rapid din habitatul lor natural. Mentalitatea modernă de a beneficia zilnic de lucruri create artificial influențează și domeniul orhideelor: majoritatea oamenilor preferă hibrizi creați în laboratoare pe criteriul aspectului comercial și nici nu se gândesc la faptul că natura a creat perfecțiuni pe alte criterii. Ne îndreptăm cu pași rapizi spre capcana creării unei lumi paralele, uitând de unde provenim: din natură. Datorită tehnologiei genetice ne putem "bucura" de orhidee artificial create ca ființe vii în locul celor oferite de mama natură.

### În Vest

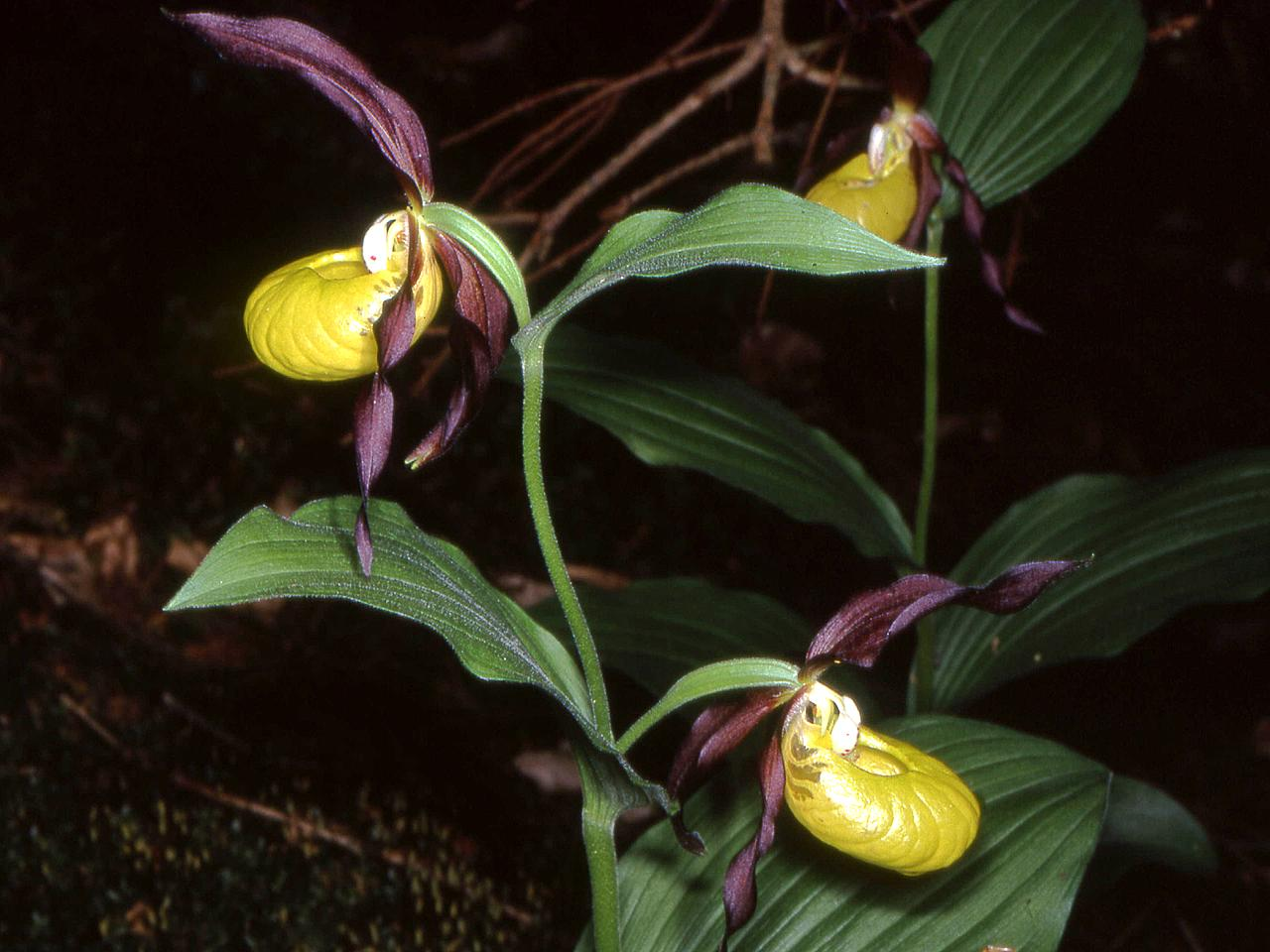
Cypripedium calceolus, sau "Papucul Doamnei", o specie foarte rară de orhidee care trăiește și în România. Fotografia este făcută în Bavaria, Germania.

În țările dezvoltate, orhideele autohtone au ajuns în faza de victime, care acum se incearcă a fi salvate prin campanii publicitare și eforturi financiare enorme. De multe ori, natura ne râde în față: noi încercăm să repopulăm o zonă istorică, în timp ce reapar spontan orhidee autohtone într-o peluză verde situată la încrucișarea a două autostrăzi în zona Stuttgart (Germania).

### În România
România poate fi considerată în ansamblu ca o imensă grădină botanică populată cu orhidee sălbatice. Botanistul de renume mondial Soo, denumit Pașa al Orhideelor, este născut în Odorheiu Secuiesc și sute de cercetători din străinătate fac referire la orhideele pe care le putem găsi în România. Față de acest interes doar Sângele Voinicului (Nigritella rubra, nigra) și Papucul Doamnei (Cypripeidum calceolus) sunt protejate prin lege. Protecția lor a fost legiferată în anii 1938 și 1939.

### Amenințări
Amenințările la adresa orhideelor autohtone sunt: 
- exploatarea irațională a pășunilor și a pădurilor
- dezovltarea turismului în masă
- dezvoltarea construcțiilor de case de vacanță în zonele subcarpatice
- dezvoltarea infrastructurii rutiere fără studii ecologice competente
- schimbările climatice globale
- depozitarea deșeurilor de către persoane ignorante în locuri ascunse care sunt habitate endemice pentru orhidee
- comerțul ilegal cu buchete de flori sălbatice, făcut de persoane cu simț estetic, dar fără educație ecologică. Comerțul stradal este făcut de persoane care vor să supraviețuiască „exploatând natura", dar sunt și alte persoane care se duc acasă cu un buchet de orhidee într-o mașină de teren.

## Orhideele astăzi

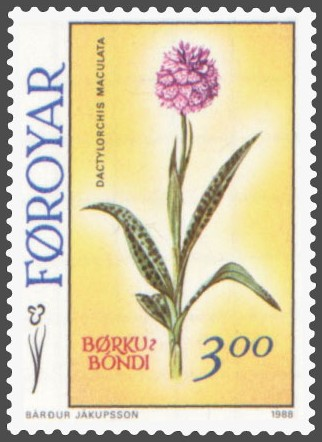
Timbru cu Dactylorhiza maculata.

Orhideele, în special cele exotice, se bucură de o popularitate imensă în lumea de astăzi. Filmul Hoțul de Orhidee, regizat de Spike Jonze, cu actorii Nicolas Cage și Meryl Streep a cunoscut un succes mondial. Drama se bazează pe o carte de Susan Orlean (The Orchid Thief, A True Story of Beauty and Obsession). Au mai apărut și alte cărți, a căror acțiune este bazată în jurul pasiunii pentru orhidee: Orchid Fever (A Horticultural Tale of Love, Lust, and Lunacy) de Eric Hansen și The Cloud Garden ( A True Story of Adventure, Survival and Extreme Horticulture) de Tom Hart Dyke și Paul Winder.
Orhideele au devenit o pasiune pentru mulți entuziaști care au format chiar și cluburi care se ocupă cu creșterea plantelor, protecția lor și organizarea de întâlniri și expoziții. Astfel de cluburi se găsesc în majoritatea țărilor, inclusiv în România (vezi legatură externă). Clubul Român al Orhideofililor a fost înființat în anul 1990 de Lenard Andrei la Rîșnov. European Orchid Conference and Show (EOC) este cea mai renumită conferința din Europa, care are loc o dată la trei ani și este gazda unei expoziții imense. World Orchid Conference and Show (WOC) se desfășoară o dată la doi ani, și este cel mai cunoscut și cel mai mare eveniment legat de orhidee din lume. Locațiile acestor evenimente se schimbă permanent, astfel încât ele colindă toată Europa și respectiv toată lumea. Există și numeroși colecționari de obiecte cu orhidee, mai ales timbre, cartele telefonice și ștampile.
În ciuda acestei popularități generale, orhideele autohtone (din Europa, dar nu numai) sunt în pericol de dispariție.

## Artă și mit

### Din China antică în Europa modernă

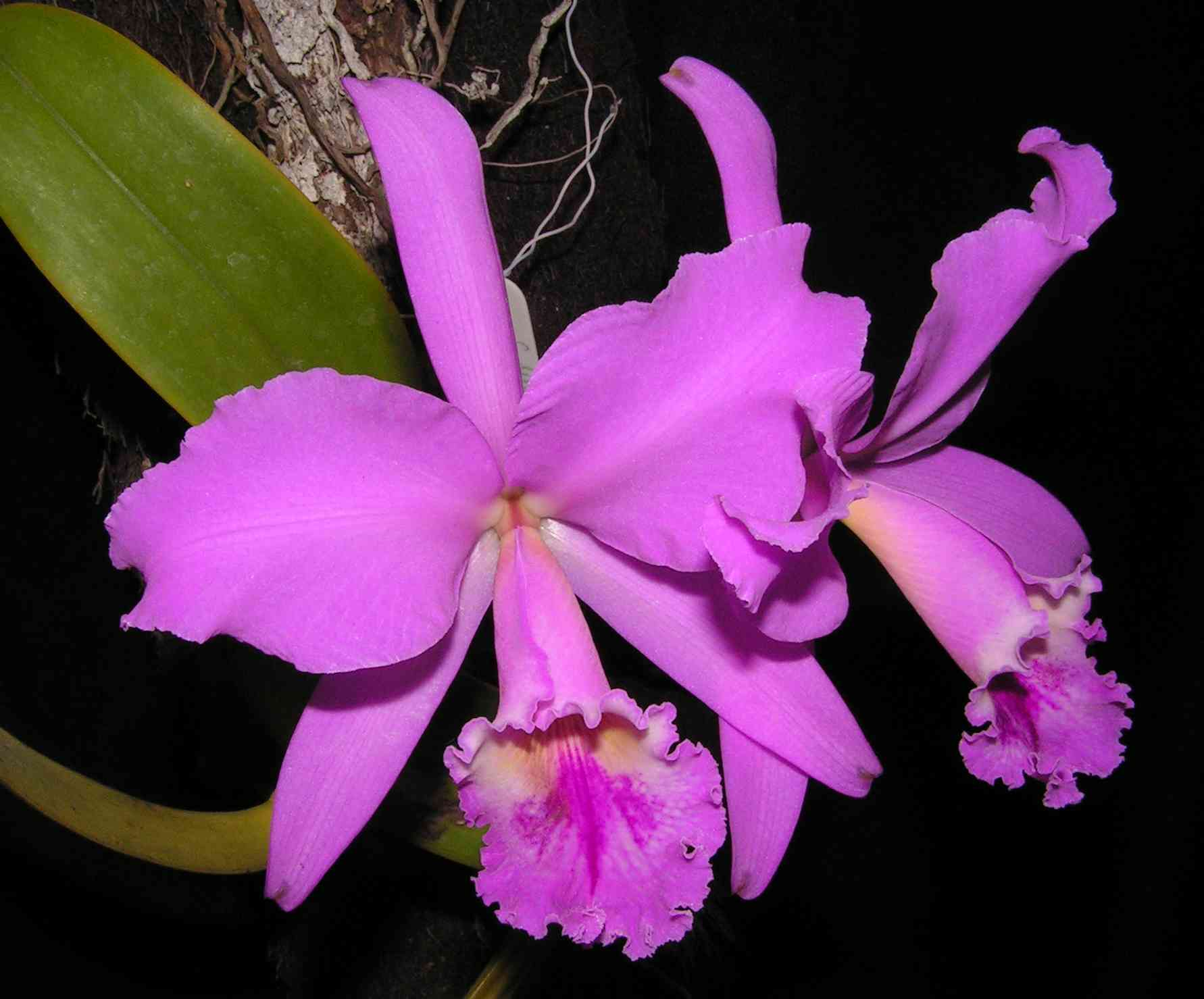
Cattleya labiata

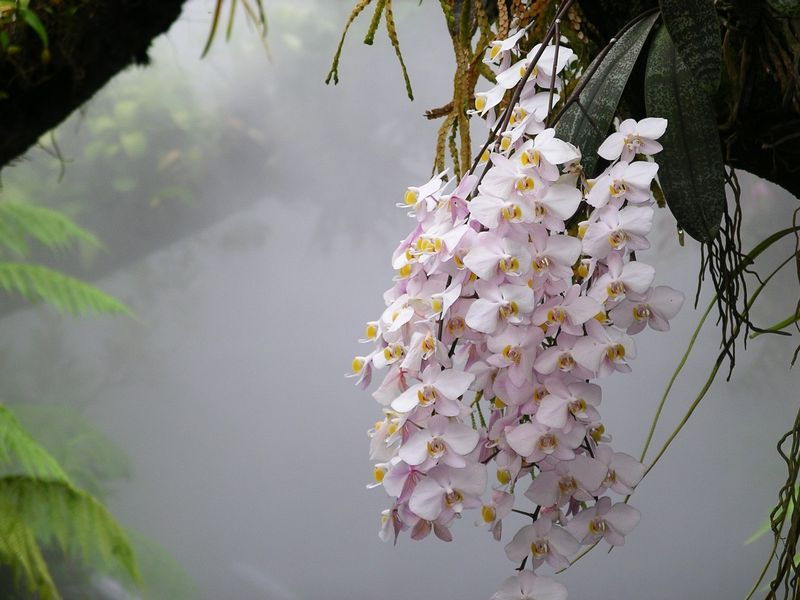
Phalaenopsis philippinensis, orhidee exotică în grădina botanică din Singapore.

Orhideele au inspirat numeroase mituri. Literatura chineză menționează în jurul anului 800 I.C. o floare în Shih Ching (Cartea Poeziilor), care este foarte probabil Spiranthes sinensis. Referiri la orhidee s-au găsit și în Rig Veda (text antic din India, 1550-1000 I.C.). Filozoful și botanistul grec Theophrastus (372 - 286 I.C.), care a lucrat cu Aristotel, discută despre orhidee și folosește pentru prima oară numele „Orchis” într-un context științific.
Orhideele sunt un simbol al purității, perfecțiunii și feminității. Ele au fost cultivate din cele mai vechi timpuri în China, iar în secolele XVIII-XIX a început mania orhideelor și în Europa de vest. Linden a fost un renumit cultivator de orhidee în Belgia, iar catalogul său comercial Lindenia este și astăzi o valoare, prin numeroasele sale desene de orhidee exotice.

### Ion Barbu șiCalypso bulbosa

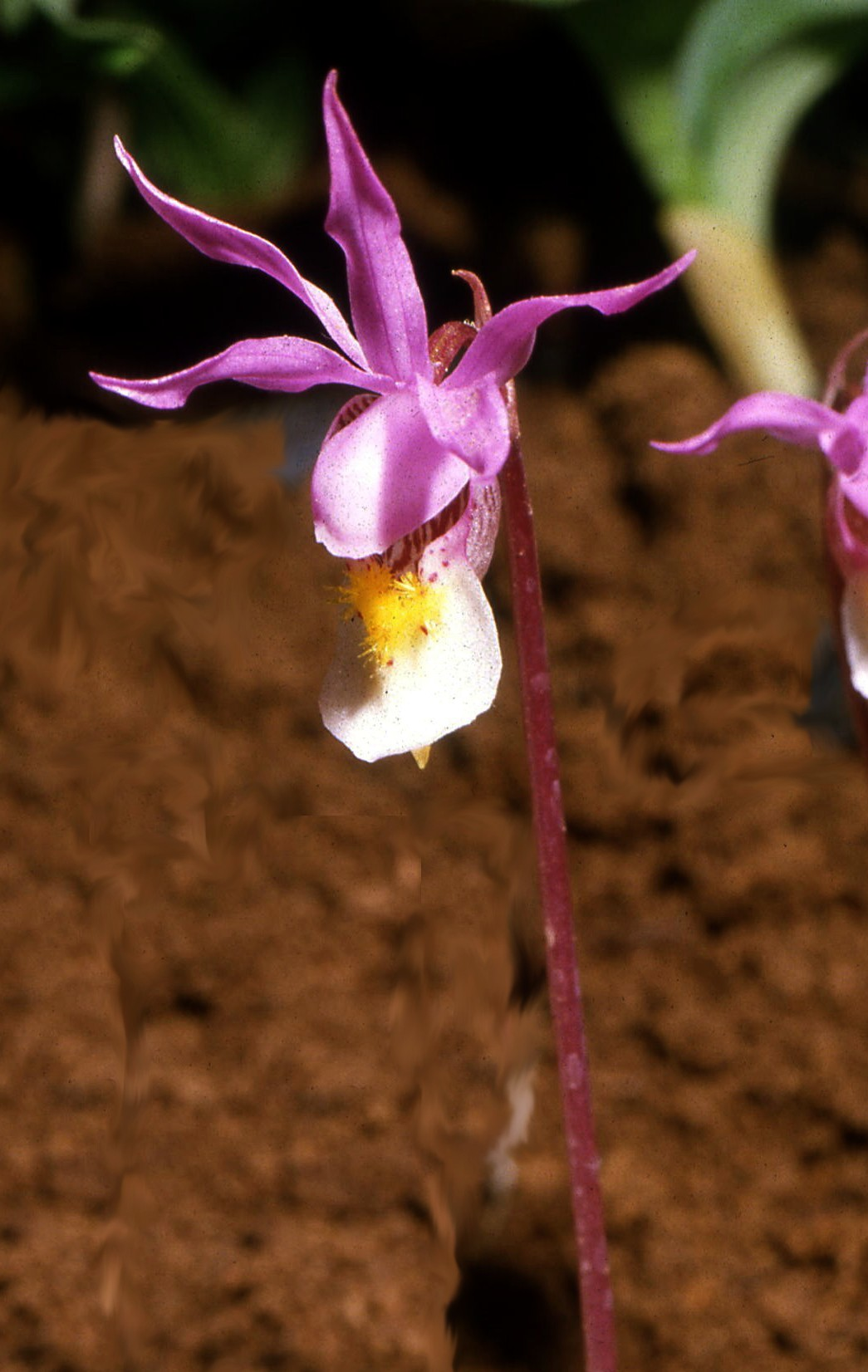
Calypso bulbosa, o orhidee care crește în condiții de neimaginat pentru o floare(aproape de polul nord).

Poezia „Riga Crypto si Lapona Enigel", de Ion Barbu, poate fi interpretată din perspectiva unui mit din Laponia despre o orhidee: Calypso bulbosa. Poeziile lui Barbu sunt printre cele mai enigmatice poezii ale literaturii române, și este posibil, ca o astfel de interpretare să fi scăpat criticilor din lipsă de informații.
În mit este vorba despre o ciupercă și orhideea Calypso bulbosa. Ciuperca reprezintă omul de geniu enigmatic (poate de aici numele "Riga Crypto"), care este neînțeles și trăiește ascuns în „subteranul societății". El este considerat o ființă inferioară, o ciupercă, și nu poate străluci decât printr-o floare deosebită: Calypso bulbosa, o orhidee deosebită și misterioasă, frumoasă și rară, care trăiește aproape de polul nord, în condiții de neimaginat pentru o floare. Acestă ființă enigmatică refuză regele ciupercilor, pentru că, deși în lumea lui el este o elită, în lumea ei, el nu poate străluci. El nu reușește să se apropie de minunata floare, care trăiește în lumea ei cu reni și zăpadă. În final, trebuie să se mulțumească cu o măselariță, o plantă comună.
La lectura poeziei, se pot descoperi multe legături între acest mit și povestea pe care o prezintă Ion Barbu (vezi legătura externă).

### Literatură și pictură

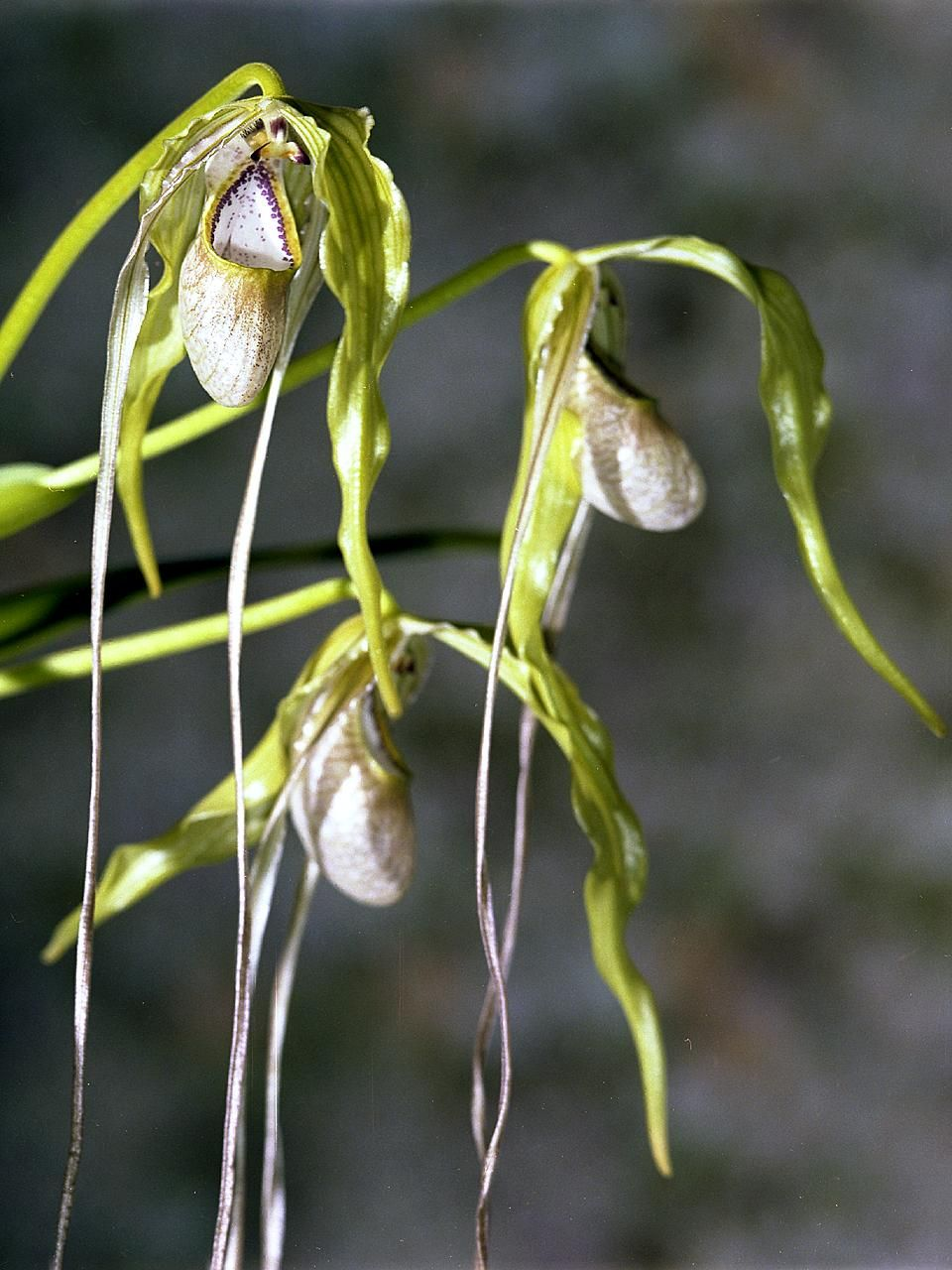
Phragmipedium caudatum, orhidee exotică.

În scena din Hamlet, de W. Shakespeare, în care regina anunță suicidul fetei, se face referire la o orhidee britanică în descrierea buchetului fetei. Orhidee apar și în operele: The Picture of Dorian Gray de Oscar Wilde; The Flowering of the Strange Orchid de H.G. Wells; The Purple Terror de F.M. White; Un Amour de Swann de Marcel Proust; Orchideen, Sonderbare Geschichten de Gustav Meyrinck; Journal de Henry David Thoreau.
Orhideele pot fi găsite mai ales în pictura și literatura chineză. Zhen Sixiao (dinastia Yuan) a făcut din orhidee un simbol al patriotismului, iar în timpul dinastiei Ming orhideele au devenit simboluri și mai puternice. Chieh Tzu Yuan Hua Chuan este un manual de desen centrat pe orhidee. În Europa, orhideele apar în picturi de Guadenzio Ferari (Madonna and Child), Girolamo dai Libri (Christ and the Samaritan Woman), Cosme Tura (Pieta).

### Religie și Magie

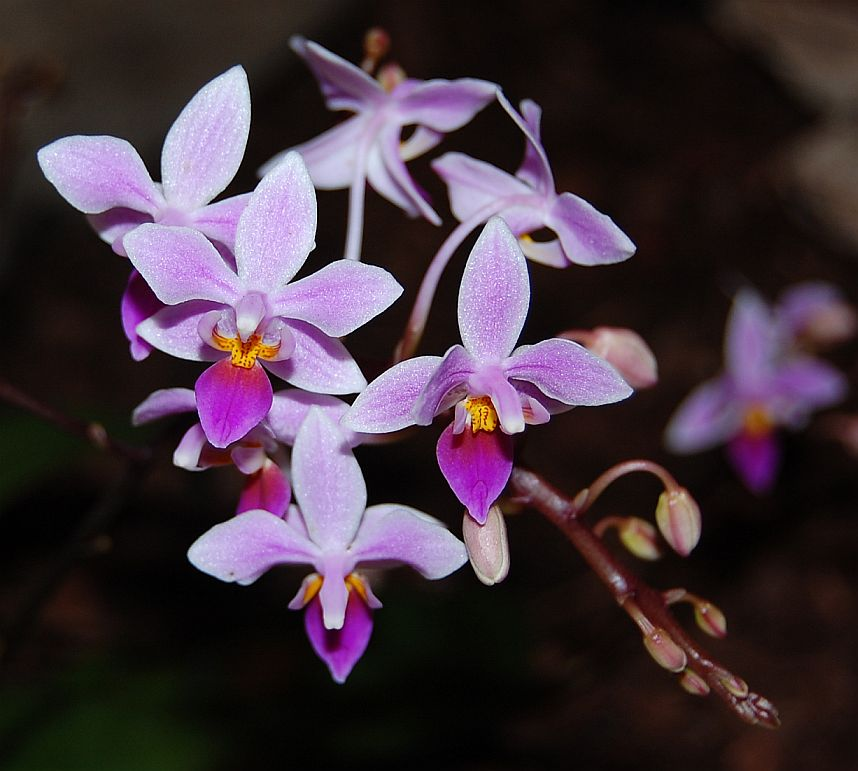
Phalaenopsis equestris

Probabil din cauza formei lor deosebite, orhideele au fost folosite în multe locuri pentru magie, ca talismane sau alte practici. Grammatophyllum scriptum, o specie exotică din Asia, a fost folosită ca o poțiune a dragostei. Ansellia era purtată de triburi din Africa ca talisman, pentru a alunga vise urâte și pentru a binecuvânta căsnicia. Habenaria era purtată ca talisman de civilizațiile din America, pentru a le da puteri mai mari de luptători. Specii de Dendrobium se foloseau în China pentru exorcism, iar în Noua Guinee o specie de Dendrobium era folosită pentru a vindeca boli misterioase. În unele părți din Indonezia, se credea că unele spirite trăiesc în plante de orhidee.
În Grecia antică se foloseau orhidee în ritualuri închinate zeiței Demeter (zeița recoltei) și erau considerate sacre. Confucius vorbește în textele sale cu mult entuziasm despre orhidee. Civilizațiile din America foloseau orhidee pentru a venera zeitățile iar unele obiceiuri au fost preluate și în formele de catolicism induse de conchistadori. În Papua Noua Guinee, adolescenții, care urmează să fie inițiati, poartă orhidee.

## Specii din România
- Anacamptis pyramidalis
- Cephalanthera damasonium
- Cephalanthera longifolia
- Cephalanthera rubra
- Cypripedium calceolus
- Dactylorhiza fuchsii
- Dactylorhiza incarnata
- Dactylorhiza incarnata  f. alba
- Dactylorhiza maculata
- Dactylorhiza majalis
- Dactylorhiza sambuccina
- Epipogium aphyllum
- Epipactis atrorubens
- Epipactis helleborine
- Epipactis microphylla
- Epipcatis palustris
- Gymnadenia conopsea
- Himantoglossum hircinum
- Limodorum abortivum
- Listera ovata
- Neottia nidus-avis
- Nigritella rubra
- Ophrys apifera
- Ophrys scolopax  ssp. cornuta var. banatica
- Ophrys sphaegodes
- Orchis coriophora
- Orchis laxiflora  ssp. elegans
- Orchis laxiflora  ssp. palustris
- Orchis mascula
- Orchis militaris
- Orchis morio  ssp. morio
- Orchis morio  ssp. alba
- Orchis morio  ssp. picta
- Orchis pallens
- Orchis papilionacea
- Orchis purpurea
- Orchis simia
- Orchis tridentata
- Orchis ustulata
- Orchis x gennarii
- Platanthera bifolia
- Platanthera chlorantha
- Spiranthes spiralis
- Traunsteinera globosa

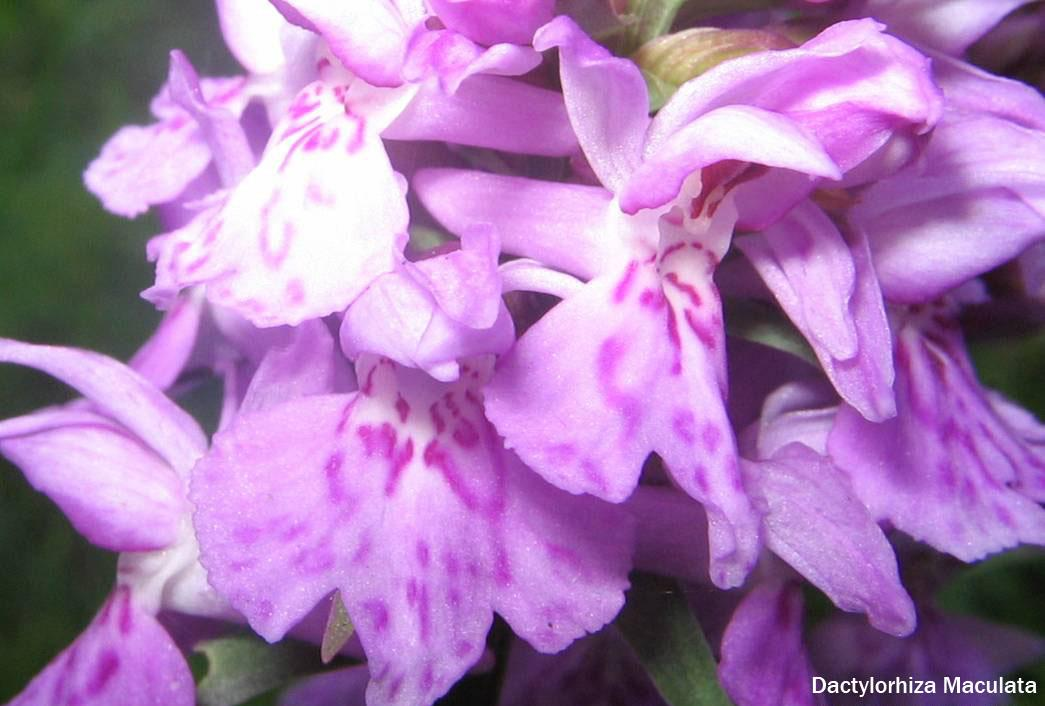
Dactylorhiza maculata, în județul Brașov, România.
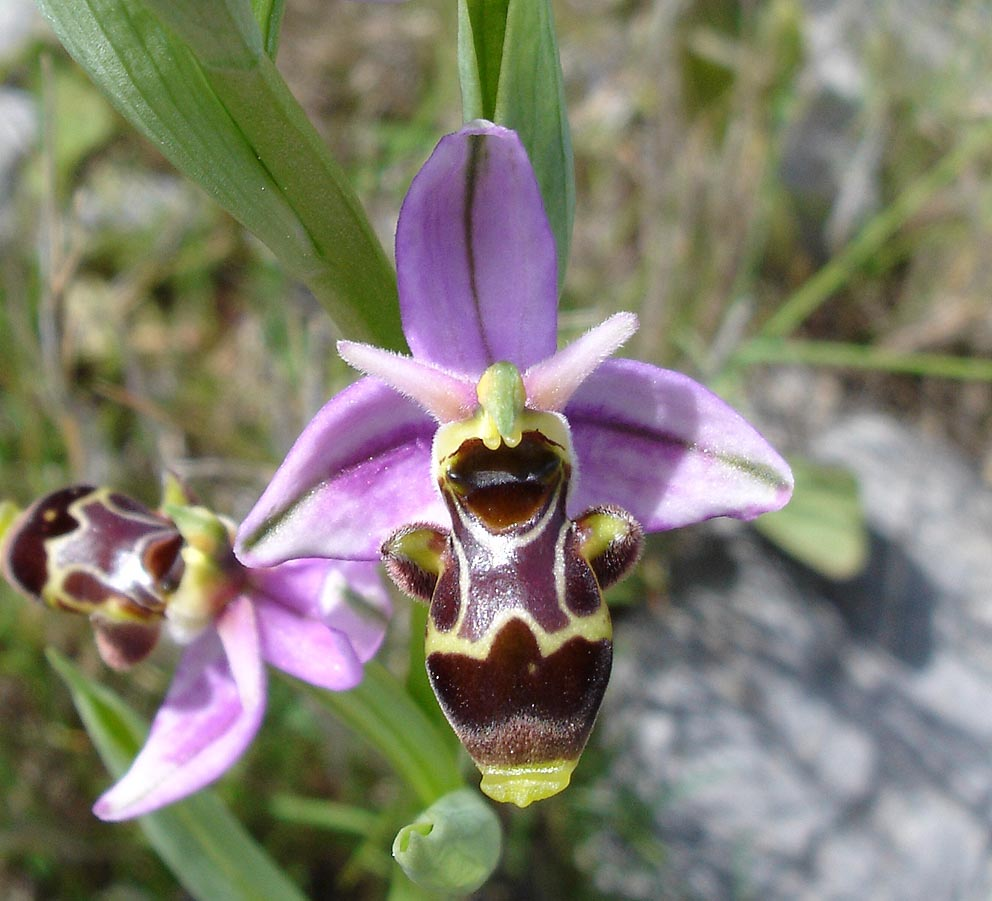
Ophrys scolopax, o specie de orhidee, răspândită in Europa și România. Fotografia este făcută în Franța.
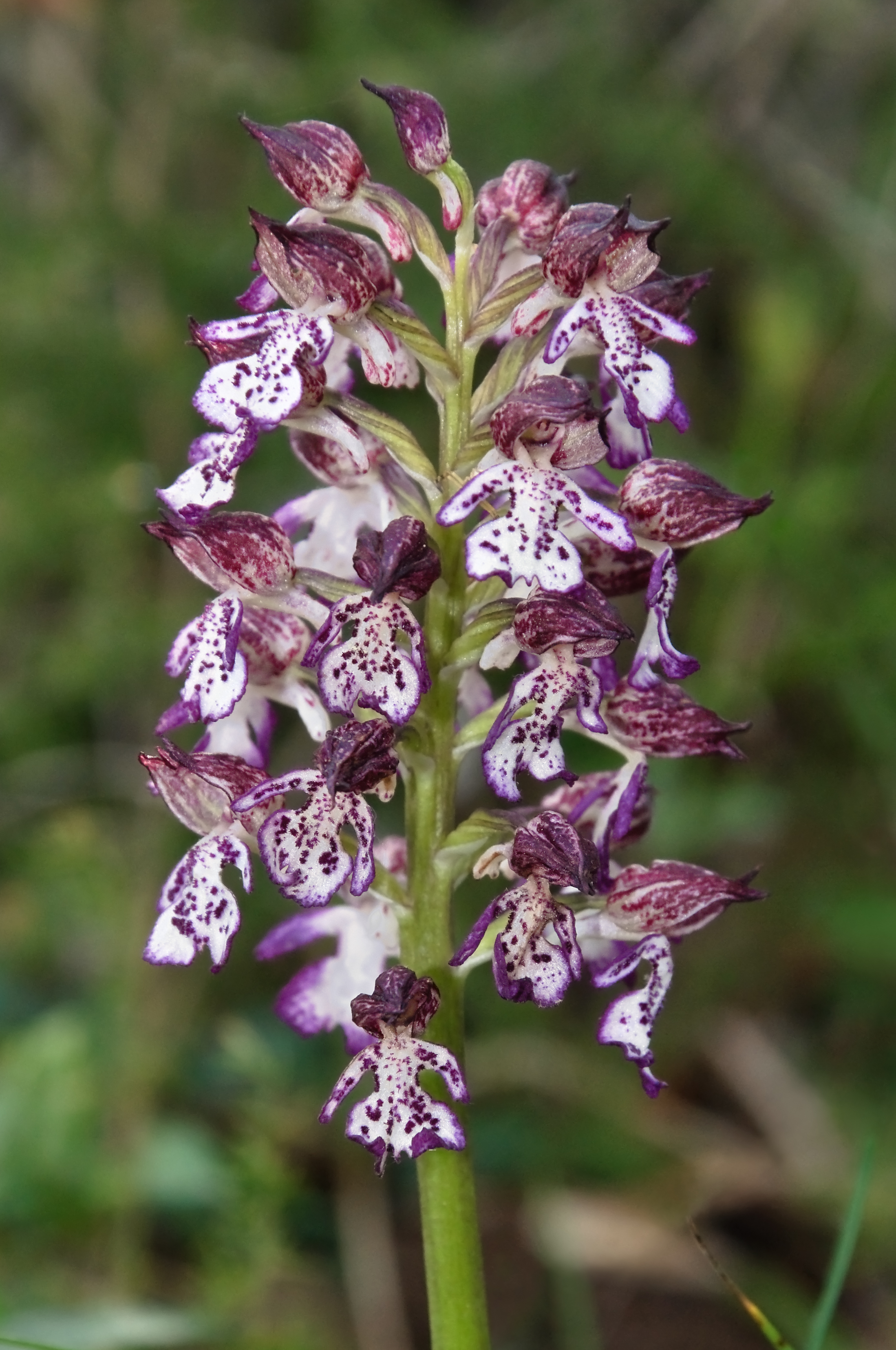
Orchis purpurea